# Chiesa di San Michele Arcangelo (Padula)
La chiesa di San Michele Arcangelo (o Sant'Angelo) è la chiesa madre di Padula.

## Origini
Situata nel punto più alto del paese, risale al IX-X secolo; fu probabilmente fondata grazie all’opera di un gruppo di Cosilinati che, abbandonata la distrutta Cosilinum, eressero nel loro nuovo insediamento il luogo di culto. La chiesa è nota anche come Chiesa di Sant’Angelo, titolo legato probabilmente anche alla vicinanza di una porta cittadina, la “Porta dell’Angelo”.

## Esterno
La facciata è suddivisa in tre sezioni da una scansione di doppie lesene: ognuna delle parti ha il suo ingresso inquadrato da portali di pietra in corrispondenza delle navate. La facciata si innalza solo in corrispondenza della navata principale, laddove è posta una nicchia che ospita la statua in pietra dell’Arcangelo Michele inquadrata da una decorazione a lesene con un timpano conclusivo.

## Interno

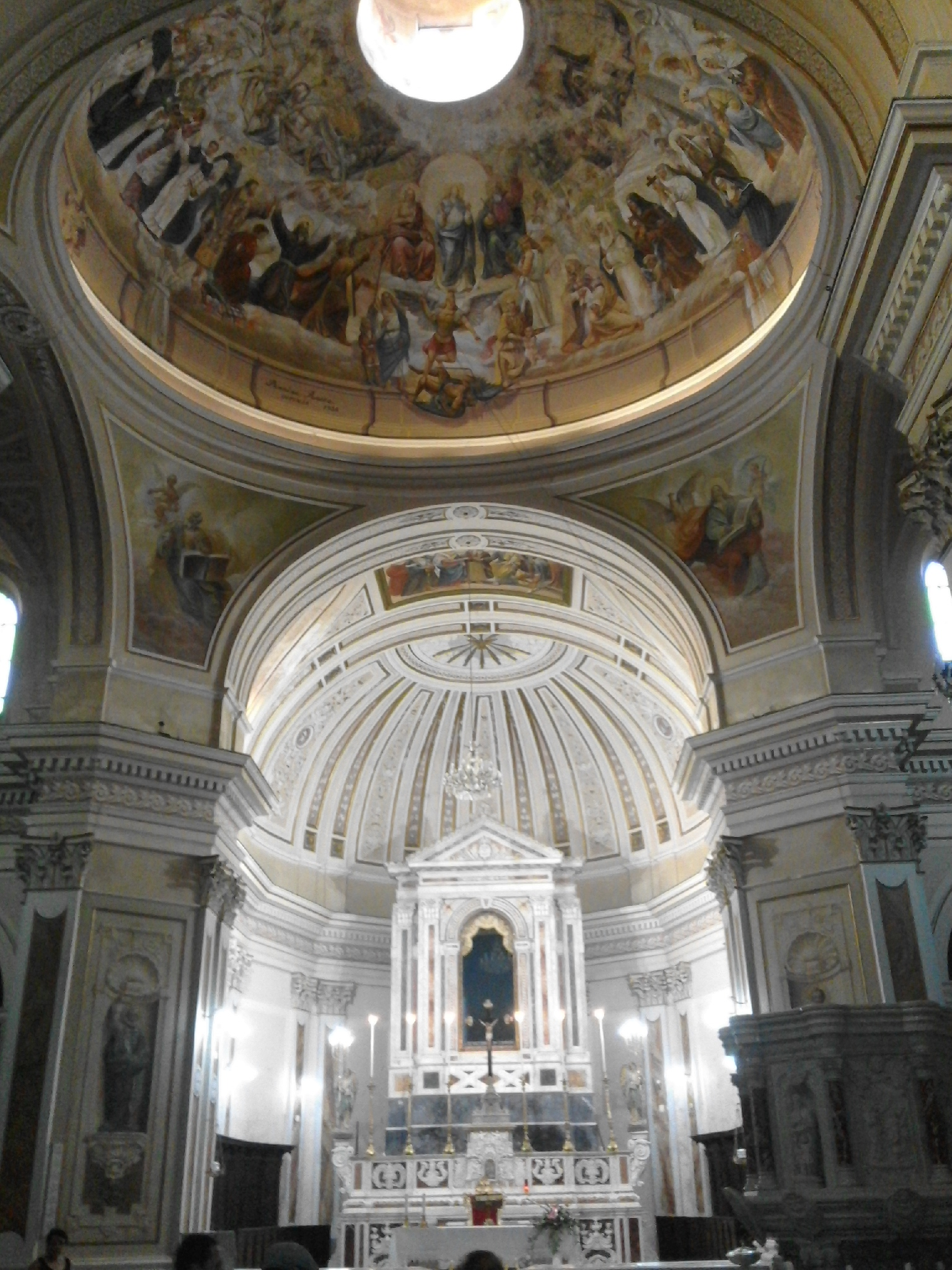
L'interno della Chiesa

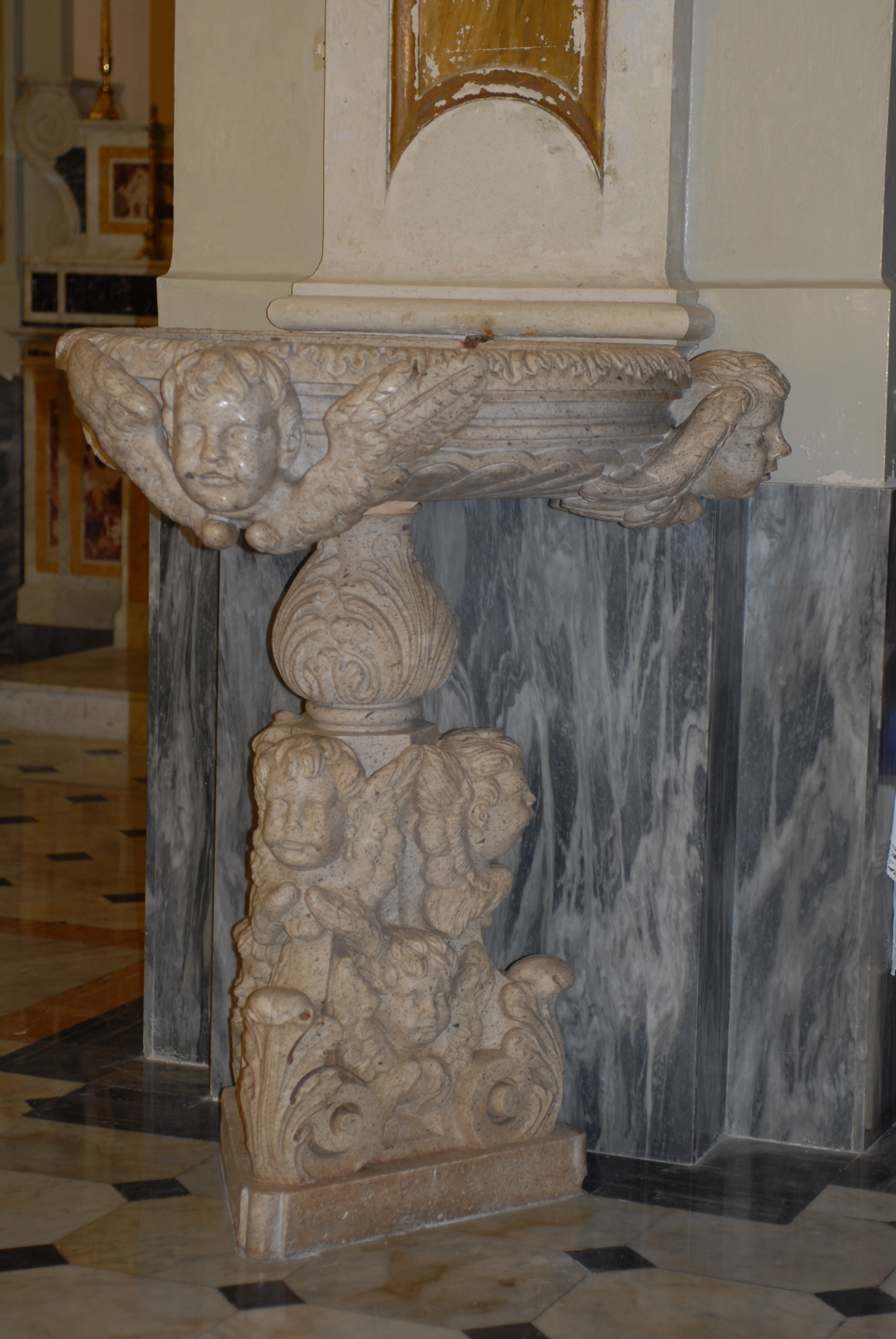
Acquasantiera in pietra di Padula, attribuita ad Andrea Carrara.

L'interno ha una pianta a croce latina a tre navate.
La navata maggiore, con copertura a volta affrescata da Rocco Pennino nel 1954, si conclude con una cupola con lanterna riccamente affrescata.
Le navate laterali presentano una serie di cappelle, all'ingresso della navata laterale destra si trova la cappella 
dell'Immacolata Concezione, che custodisce il fonte battesimale, gli altari dedicati a Sant'Anna, a San Raffaele Arcangelo, alla Madonna del Suffragio e, in fondo, vi è la cappella del Crocifisso, delimitata da un arcone.
Lungo la navata della cappella sinistra si trovano invece l'ingresso al campanile, gli altari dedicati a Sant'Alfonso Maria de' Liguori, a San Francesco di Paola, alla Madonna di Pompei e, infine vi è la cappella del Cuore di Gesù.
Sull'ingresso della navata maggiore è collocato un maestoso organo a canne tardo settecentesco.
Il presbiterio, delimitato da una balaustra in marmi policromi, è sollevato di due gradini rispetto all'aula e si conclude con un'abside: al centro vi è l'imponente altare maggiore, in pietra locale e marmi policromi, del 1702, sormontato da un'edicola in marmi policromi e vetro dov'è collocata la statua dell'Arcangelo Michele, patrono di Padula.
La chiesa conserva diverse opere provenienti dalla Certosa di San Lorenzo: l'acquasantiera,posta all'inizio della navata principale, decorata con teste di putti e foglie d'acanto ed attribuita ad Andrea Carrara, il confessionale con colonnine tortili, collocato nella navata sinistra, l'altare ligneo intarsiato, di fattura settecentesca, collocato nella sacrestia.
Sempre nella sacrestia si trova anche il dittico su legno di Stefano Sparano, datato 1509, sul quale sono raffigurati i santi Giovanni Evangelista e Agostino: tale opera proviene dalla chiesa di Sant'Agostino, mentre nella cappella del Crocefisso vi sono due statue provenienti dalla vicina Chiesa di San Nicola de Domnis, la Madonna delle Grazie, attribuita a Giovanni Da Nola, databile al secondo decennio del XVI secolo e Il Cristo benedicente, attribuito alla bottega degli Alamanno, databile alla fine del Quattrocento.
Rilevante è, altresì, il fondo pergamenaceo conservato nella sacrestia composto da 147 documenti, che vanno dal febbraio 1371 al dicembre 1829 e che consentono l’individuazione di non pochi aspetti della vita sociale e religiosa della comunità padulese dei secoli scorsi, contribuendo a far luce su quella parte di vicende storiche non riconducibili direttamente alla presenza della Certosa.

### Il campanile

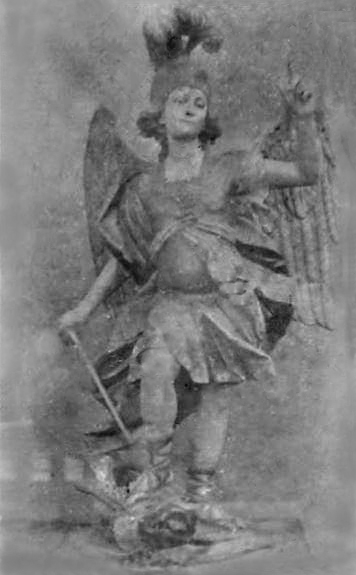
Statua di San Michele Arcangelo, immagine dei primi anni 1800, Chiesa Madre di Padula.

Il campanile con orologio sorge sul lato sinistro della facciata ed è suddiviso in tre ordini: il primo, a sezione quadrata, è in mattoni pieni e muratura; il secondo presenta due aperture a tutto sesto sui lati rivolti ad ovest e a sud, mentre sui versanti est e nord le aperture sono bifore con colonnine e capitelli in pietra di Padula; il terzo, infine, è a sezione circolare con aperture a tutto sesto. Il campanile ospita 5 campane. La campana maggiore venne realizzata con la fusione di due campane: l'una dalla chiesa di San Pietro e l'altra di Santa Croce rase al suolo nel terremoto del 1857. Nel 1955 la campana si ruppe , il popolo ne volle una nuova che fu realizzata fondendo anche la vecchia ad opera di Carmine Capezzuto. Ne risultò un'ottima campana dal peso di 18, 73 quintali in stile settecentesco. Ha come immagini un crocefisso , la Vergine Assunta, San Michele e San Vincenzo. Le altre 2 Campane poste all'interno degli archi a tutto sesto dell'ultimo piano risalgono al 1824 fuse per volontà dell'arciprete Andrea Maria Cariello. Infine altre 2 campane sono poste sul tetto del campanile

## San Michele Arcangelo a Padula
San Michele Arcangelo (patrono di Padula),  si festeggia principalmente l'ultima Domenica di Maggio o la Terza (ma viene festeggiato anche in altre occasioni).
In quest'occasione tutte le statue delle altre chiese parrocchiali e delle cappelle del paese, fino agli anni '70, «si recavano in visita» al protettore San Michele, per la solenne funzione delle ore undici celebrata dal vescovo in Chiesa Madre. Oggi solo San Francesco e San Giovanni giungono dalle rispettive chiese (Convento di San Francesco e Chiesa di San Giovanni Battista) e vengono accomodate lungo le navate laterali della chiesa Madre già prima della liturgia, al termine della quale sono disposte in teoria sul piazzale antistante in attesa del Santo, che esce dalla chiesa adorno degli ori e di primizie, in particolare ciuffi di ciliegie messi in bell'ordine.. Dopo la solenne funzione a cui partecipa tutto il popolo Padulese,  si aspetta che esca il Santo Patrono accompagnato dal maestoso suono delle campane e dalla banda musicale. 
Il racconto delle antiche modalità di svolgimento delle feste padulesi è tramandato da don Arcangelo Rotunno, sacerdote e benemerito archeologo e letterato, vissuto tra la metà dell'Ottocento e la fine degli anni Trenta. «Oltre il suono giulivo delle campane della Chiesa Madre, anche quelle delle altre chiese squillano a festa per il Santo Patrono nei predetti giorni e in altri simili». «La sera della vigilia della solennità del Patrono si accendono per le vie i falò, le Sacre cerimonie montane - vere villeggiature pel popolo, - sono allietate dal suono delle cennamelle e della cornamusa». «A volte dei vaghi cinti o castelli di candele ornati di fiori e di nastri, seguono i questuanti o la processione prima di essere consegnati ai procuratori della festa: i quali procuratori si fanno, nelle collette per l'abitato, precedere da uno stendardo a mo' di panno da testa o di scialle adorno di una immagine del festeggiato per la sottoscrizione. E quel drappo preceduto dalla musica, si porta al favorito dalla sorte la sera; e, allora, cerimonie e cortesie. Ragazze (verginelle) ornate di fiori naturali o artificiali, abbigliate per la circostanza, ordinariamente o in maggioranza in candida veste, partecipano, serie e modestissime, ai convegni, alla processione che sosta ove brucia, scoppia la batteria». «La sera delle maggiori solennità, nella Piazza Umberto I o in altro piazzale, si bruciano fuochi artificiali più o meno numerosi, svariati e attraenti».